# آینو رونگه
آینو رونگه (استونیایی: Aino Runge; ۱۷ ژوئن ۱۹۲۶ – ۳ اوت ۲۰۱۴) سیاستمدار و نماینده مجلس اهل استونی بود.